# Anders Siggesson
Anders Siggesson var en svensk skarprättare i Vadstena. Han dömdes till dödsstraff för stöld, men rekryterades istället som stadens bödel 1609.
Siggesson var en återfallsförbrytare som benådades från sitt dödsstraff då Vadstena vid det aktuella tillfället saknade en bödel. Han erbjöds därför tjänsten "efter ingen igen skarprättare här i staden, ville man ärna honom där till". Sin första avrättning genomförde han bara en vecka efter att han avlagt sin bödelsed, när han avrättade en ung dräng som dömts till döden för att ha stulit guld- och silversmycken som tillhörde Hertig Johans hovjunkare.